# Мустафина Клада
Мустафина Клада је насељено место у општини Велика Лудина, у Мославини, Хрватска. До нове територијалне организације у саставу бивше велике општине Кутина.

## Становништво
| Националност       | 1991.        |
| Хрвати             | 171 (95,53%) |
| Срби               | 0            |
| Југословени        | 0            |
| остали и непознато | 8 (4,46%)    |
| Укупно             | 179          |